# Marc Grieder
Marc Grieder (* 5. Oktober 1984 in Basel) ist ein  Schweizer Eishockeyfunktionär und ehemaliger -spieler. Seit April 2018 ist er Sportchef beim EHC Olten. Als Spieler bestritt der Verteidiger 179 Partien in der National League A (NLA) und 528 in der National League B (NLB).

## Laufbahn
Grieder spielte in der Nachwuchsbewegung des EHC Zunzgen-Sissach, später des HC Davos sowie der Zürcher SC. Im Spieljahr 2002/03 gab er für die GC Küsnacht Lions seinen Einstand in der National League B (NLB). Während seiner bis 2006 andauernden Küsnachter Zeit spielte er dank Leihvereinbarungen zeitweise auch für den EHC Dübendorf, den EHC Visp sowie den EHC Olten.
2006 wechselte der Verteidiger zum Lausanne HC, mit dem er 2009 Meister der NLB wurde, jedoch in der Ligaqualifikation den Aufstieg verpasste. Ab 2009 spielte er für den EHC Basel in der NLB, seinen Einstand in der National League A (NLA) gab Grieder während der Saison 2009/10 im Trikot des EHC Biel.
2011 wechselte er dann fest nach Biel, 2013 zog er zum NLA-Konkurrenten HC Ambrì-Piotta weiter. Im Spieljahr 2015/16 verstärkte Grieder den SC Rapperswil-Jona in der NLB sowie zum Abschluss seiner Leistungssportkarriere von 2016 bis 2018 den EHC Olten, ebenfalls in der NLB.
Nach dem Ende der Saison 2017/18 trat er aufgrund einer Knieverletzung als Spieler zurück und wurde Mitte April 2018 als Sportchef des EHC Olten vorgestellt. Zur Saison 2020/21 wurde er in Olten zusätzlich Assistenztrainer.

## Erfolge und Auszeichnungen
- 2001 Schweizer U20-Juniorenmeister mit dem HC Davos
- 2009 Meister der National League B mit dem Lausanne HC